# Josep Barba i Bendad
Josep Barba i Bendad també anomenat Josep Barba i Beudad en algunes fonts (Barcelona, 11 d'octubre de 1804 – 3 de febrer de 1881) fou sacerdot, organista, compositor i mestre de capella català.

## Biografia
Entrà de petit com a escolà de cor a l'església barcelonina de Santa Maria del Pi, on estudià contrapunt i orgue amb Francesc Samper, i d'on ocupà la plaça de mestre de capella el 1822 substituint el mestre Samper. Als 19 anys, acabats els estudis d'harmonia, contrapunt i composició, oposità i aconseguí la plaça de mestre de capella a Santa Maria de Castelló d'Empúries. Al juny del 1825 guanyà la plaça de mestre de capella de la Catedral de Girona. A banda d'ordenar-s'hi sacerdot, en aquesta ciutat formà una gernació de músics -cantaires i instrumentistes com Joan Carreras i Dagàs o mossèn Domènec Murtra-, amb què contribuí a revifar la vida musical de la ciutat i de les comarques properes. Col·laborà en la fundació a Girona d'un teatre d'òpera a la italiana, del qual portà la direcció musical en els assaigs, però sense intervenir en les representacions públiques. Aquest vessant profà, i el que suposava de menys dedicació al magisteri de capella, li causà alguns problemes amb el capítol catedralici. També dirigí una orquestra a la mateixa ciutat. En aquests anys es presentà a oposicions per a mestre de capella de diverses seus, com la de Valladolid (1826), en què hagué de renunciar a la plaça per motius familiars, o com les de Sevilla (1829) i Toledo, que no aconseguí. En morir els seus pares, que eren el vincle que el lligava a Girona, oposità i guanyà el 1846 el càrrec de mestre de capella de l'església barcelonina de Santa Maria del Mar, on s'hi va quedar fins a la seva mort. En aquesta església tingué de deixeble el músic i compositor Melcior de Ferrer.
Escriví un gran nombre de composicions i la seva producció fou molt apreciada en el seu temps. El seu repertori compositiu comprèn principalment música eclesiàstica (misses, himnes, tedèums, responsoris, villancets i oratoris).
Es conserven obres seves als fons musicals de Catalunya (TerC, MatC, TagF, SEO, CdE, GiC).
També fou autor del Tratado metódico teórico-práctico de composición de cant gregorià, en castellà i francès, que ha restat inacabat i inèdit. François-Joseph Fétis va mostrar interès per una peça didàctica seva que no s'arribà a publicar mai.
Va ser mestre de Leandre Sunyer i Puigventós, Joan Carreras i Dagàs, Llorenç Pagans i Julià, Domènec Murtra i Bernat Papell i Carreras.

## Obres
- Aaron figura a San Tomás de Aquino (1834), oratori
- El joven ceñido de ángel y de hombre (1835), oratori
- Missa per a 10 veus i tres cors
- Missa pastoril
- Missa solemne (1843), per a quaranta músics
- Salve a 5 i a 9, amb orquestra
- Te Deum (1843), per a celebrar l'entrada a Madrid de les tropes dels generals Serrano, Narvaéz i Aspiroz el 1843
- Te Deum (1844,) en honor a Maria Cristina de Borbó, mare d'Isabel II
- Tota pulchra, per a gran orquestra
- Villancet a 8 veus (1826), amb acompanyament de flauta, clarinet i trompa
- Stabat Mater, responsori
- Responsoris de l'Epifania[2]